# Kamel Daoud (écrivain)
Pour les articles homonymes, voir Kamel Daoud.
Kamel Daoud, né le 17 juin 1970 à Mesra (wilaya de Mostaganem), en Algérie, est un écrivain et journaliste algérien naturalisé français.
Il est lauréat du prix Goncourt du premier roman en 2015 pour Meursault, contre-enquête et du prix Goncourt en 2024 pour Houris.

## Biographie

### Famille et formation
Kamel Daoud est le fils d'un gendarme et d'une femme de la bourgeoisie terrienne de Mesra. Aîné d'une fratrie de six enfants,.
Après un baccalauréat scientifique, il fait des études de lettres françaises. S'il écrit en français et non en arabe littéral, c'est, dit-il, parce que « la langue arabe est piégée par le sacré, par les idéologies dominantes. On a fétichisé, politisé, idéologisé cette langue ».
Tenté par une aventure religieuse de l'âge de 14 ans à 16-17 ans, il cesse à 18 ans de prier et s'éloigne définitivement de la religion. Il participe à la manifestation antigouvernementale du 5 octobre 1988 à Mostaganem. Il ne se pense plus comme musulman pratiquant.

« La rencontre ou non avec Dieu, c'est de l'ordre de l'intime, c'est une expérience qu'on ne peut pas partager. »

### Carrière de journaliste
En 1994, il entre au journal francophone Le Quotidien d'Oran, y publie trois ans plus tard sa première chronique, intitulée « Raina raikoum » (« Notre opinion, votre opinion »). Il y est ensuite rédacteur en chef pendant huit ans. Selon lui, il a pu avoir, au sein de ce journal « conservateur », la liberté d'être « caustique », notamment envers Abdelaziz Bouteflika, même si parfois il a dû publier ses articles sur Facebook en raison de l'autocensure.
Chroniqueur dans différents médias, il est éditorialiste du journal électronique Algérie-focus et ses articles sont également publiés dans Slate Afrique, avant de reprendre une chronique régulière dans Liberté, intitulée « L'Autre Algérie », jusqu'à ce que le journal cesse de paraître en 2022.
Le 12 février 2011, il est brièvement arrêté dans le cadre d'une manifestation.
Il engage en 2014 une collaboration avec l'hebdomadaire Le Point, consacrée par la remise du prix Jean-Luc Lagardère du journaliste de l'année 2016.

#### Cible d'une fatwa d'un imam salafiste
Le 13 décembre 2014, dans l'émission de Laurent Ruquier On n'est pas couché sur France 2, Kamel Daoud déclare à propos de son rapport à l'islam, :

« Je persiste à le croire : si on ne tranche pas dans le monde dit arabe la question de Dieu, on ne va pas réhabiliter l'homme, on ne va pas avancer. La question religieuse devient vitale dans le monde arabe. Il faut qu'on la tranche, il faut qu'on la réfléchisse pour pouvoir avancer. »

Quelques jours plus tard, cela lui vaut d'être frappé d'une fatwa par Abdelfattah Hamadache Zeraoui, un imam salafiste officiant à l'époque sur Echourouk News, qui a appelé le 16 décembre sur Facebook à son exécution, écrivant que « si la charia islamique était appliquée en Algérie, la sanction serait la mort pour apostasie et hérésie ». L'imama précise :

« Il a mis le Coran en doute ainsi que l'islam sacré ; il a blessé les musulmans dans leur dignité et a fait des louanges à l'Occident et aux sionistes. Il s'est attaqué à la langue arabe […]. Nous appelons le régime algérien à le condamner à mort publiquement, à cause de sa guerre contre Dieu, son Prophète, son livre, les musulmans et leurs pays. »

Il réitère par la suite ses menaces sur Ennahar TV, extension télévisuelle du quotidien arabophone Ennahar El Djadid, « réputé populiste » selon Le Monde.
À la suite de la plainte déposée par Kamel Daoud devant la justice algérienne au sujet de ces menaces publiques de mort, la justice algérienne rend son jugement le 8 mars 2016. Il est qualifié de « sans précédent » par l'avocat du plaignant. L'imam Abdelfattah Hamadache Zeraoui est condamné à six mois de prison dont trois mois ferme et l'équivalent de 450 euros d'amende.
Cependant, cette condamnation est annulée en juin 2016 par la cour d'appel d'Oran pour « incompétence territoriale ».

### Littérature
Kamel Daoud commence à publier au début des années 2000, d’abord un récit paru en Algérie seulement, La Fable du nain (2002), puis des recueils de nouvelles dont Minotaure 504 (2011), sélectionné pour le prix Goncourt de la nouvelle et pour le prix Wepler-Fondation La Poste qui échoit finalement à Éric Laurrent.
En octobre 2013 sort son roman Meursault, contre-enquête, une réécriture de L'Étranger d'Albert Camus : le narrateur est en effet le frère de « l'Arabe » tué par Meursault. Le roman évoque les désillusions que la politisation de l'islam a entraînées pour les Algériens. En Algérie, le livre est l'objet d'un malentendu. Kamel Daoud déclare à ce sujet :

« Sans l'avoir lu, de nombreuses personnes ont pensé que c'était une attaque de L’Étranger, mais moi je n'étais pas dans cet esprit-là. Je ne suis pas un ancien moudjahid. […] Je me suis emparé de L’Étranger parce que Camus est un homme qui interroge le monde. J'ai voulu m'inscrire dans cette continuation. […] J'ai surtout voulu rendre un puissant hommage à La Chute, tant j'aime ce livre. »

L'ouvrage obtient en 2014 le prix François-Mauriac de la région Aquitaine et le prix des cinq continents de la Francophonie. Présent dans la dernière sélection du prix Goncourt 2014,, il est à une voix de le remporter (4 votes contre 5 pour Lydie Salvayre). L'année suivante, il est couronné du prix Goncourt du premier roman 2015.
En 2015, Meursault, contre-enquête est adapté en monologue théâtral par Philippe Berling, metteur en scène et directeur du Théâtre liberté de Toulon. Sous le titre Meursaults, l'adaptation est jouée au 69e festival d'Avignon, au théâtre Benoît-XII.
En 2017, Zabor, ou Les Psaumes, fresque dépeignant la vie d'un enfant algérien à part, revient sur le goût de Kamel Daoud pour la langue française, et plus généralement l'acte d'écrire, « cet équilibrisme nécessaire, dit-il, entre l'évocation et la vie, ce lien difficile à couper entre mon écriture et la réparation ». Son goût des livres est exposé dans sa contribution à BibliOdyssées, 50 histoires de livres sauvés (2019), intitulée « Textures ou Comment coucher avec un livre ».
En 2018, Le Peintre dévorant la femme, au prétexte d'une nuit passée au musée Picasso au milieu de ses peintures érotiques, lançant ses vues sur la séduction, l'émoi amoureux et désirant, l'étreinte, fait la passerelle entre l'Occident et le monde arabe à propos de la sexualité, de l'art, de la mémoire, de la place qui leur échoient dans chacune de ces ères civilisationnelles.
En 2024, il est lauréat du prix Goncourt pour son roman Houris, couronné également par le prix Landerneau des lecteurs 2024 et le prix des lecteurs des Écrivains du Sud 2025.

### Enseignement
Il est le premier titulaire de la chaire d'écrivain en résidence de l'Institut d'études politiques de Paris, au côté de Marie Darrieussecq.

### Vie privée
Père de deux enfants, il divorce en 2008.
Il choisit de prendre la nationalité française en 2020.

## Controverse autour du romanHouris(2024)
En novembre 2024, l’émission Ki Ma Kan El Hal diffusée sur la chaîne algérienne One TV et présentée par le journaliste Younes Sabeur Chérif, diffuse le témoignage de Saâda Arbane, une femme rescapée du terrorisme. Elle affirme que des éléments de sa vie privée, partagés en thérapie, auraient été utilisés comme matériau littéraire pour le roman Houris, sans son consentement. Elle met en cause l’écrivain Kamel Daoud et son épouse, qui aurait été sa psychologue. L’affaire suscite un débat sur l’éthique littéraire et le secret médical.
Plusieurs médias algériens et internationaux couvrent cette affaire. Des plaintes sont déposées en Algérie et en France pour violation du secret professionnel et diffamation,.

### Distinctions
- 2019 : prix mondial Cino-Del-Duca[36]
- 2020 : prix de la laïcité 2020 du Comité Laïcité République[37]

## Affaires judiciaires

### Violence conjugale
En 2019, il est condamné par le tribunal d’Oran à trois mois de prison avec sursis pour coups et blessures volontaires à l’encontre de son ex-épouse. La peine est assortie d’une amende de 20 000 dinars.

### Accusation d'atteinte à la vie privée en France
Le 13 février 2025, Kamel Daoud reçoit une assignation à comparaître devant le tribunal judiciaire de Paris par voie d'huissier : il est accusé d'avoir « volé l'histoire » d'une jeune femme algérienne, Saâda Arbane, dont sa femme était la psychiatre, et qui lui réclame plus de 200 000 euros de dommages et intérêts.

## Polémiques

### Agressions sexuelles du Nouvel An 2016 en Allemagne
Le 31 janvier 2016, Kamel Daoud publie une tribune dans le journal Le Monde, où il évoque les agressions sexuelles du Nouvel An 2016 en Allemagne et voit en l'islamisme la cause principale d'un « rapport malade à la femme, au corps et au désir » dans le monde arabe.
Un collectif d'anthropologues, sociologues, journalistes et historiens l'accuse en retour de recycler « les clichés orientalistes les plus éculés » et d'« alimenter les fantasmes islamophobes d’une partie croissante du public européen, sous le prétexte de refuser tout angélisme » car considérer que « des valeurs doivent être “imposées” à cette masse malade, à commencer par le respect des femmes [est un] projet scandaleux, non pas seulement du fait de l'insupportable routine de la mission civilisatrice et de la supériorité des valeurs occidentales qu'il évoque ».
L'écrivain est choqué :

« Je pense que cela reste immoral de m'offrir en pâture à la haine locale sous le verdict d'islamophobie qui sert aujourd'hui aussi d'inquisition. »

Il décide d'abord d’arrêter le journalisme,, mais produit à nouveau ses chroniques, pour Le Quotidien d'Oran notamment.
À la suite de ces critiques, il reçoit le soutien de nombreux intellectuels, journalistes, écrivains ou personnalités, dont Boualem Sansal, Mohamed Mbougar Sarr, Philippe Lançon, Aude Lancelin, Michel Guerrin, Michel Onfray, Fawzia Zouari, Raphaël Enthoven, Jean-Yves Camus, Alexandra Schwartzbrod, Pascal Bruckner, Brice Couturier, Natacha Polony, Chantal Delsol, Jean Daniel, Marianne, Charlie Hebdo et le Premier ministre Manuel Valls.
Parmi ces soutiens, Laurent Bouvet estime qu'« une certaine gauche, politique et intellectuelle, c'est le cas aussi dans l'université et la recherche, se comporte de manière très complaisante avec l'islamisme » et emploie « à l'encontre de tous ceux qui ne pensent pas comme elle, des méthodes d'intimidation et de disqualification, notamment en usant et abusant du mot « islamophobie » ».
La romancière franco-tunisienne Fawzia Zouari prend également la défense de Kamel Daoud en demandant

« qu'on cesse de critiquer d’un côté le silence des intellectuels musulmans sur les violences perpétrées par certains de leurs coreligionnaires, et d’appeler ces intellectuels à se taire dès lors qu’ils dérogent à la pensée correcte sur l’islam. Serions-nous assignés à une parole positive et aseptisée sur notre monde ? N’est-ce pas là une insidieuse façon de nous maintenir dans la mission subalterne d’allumer le feu du temple occidental et de flatter sa prétention à être la mesure de toute réflexion ? Dénoncer nos torts ferait-il de nous des « essentialistes » et des « culturalistes » ? Mais enfin, qui est essentialiste, si ce n’est celui qui fait précéder nos réalités par l'idée qu’il s'en fait et la détermine selon ses grilles de lecture ? Qui sont les orientalistes, si ce ne sont ces détracteurs de Kamel Daoud, qui, souvent, n’ont connu le monde musulman qu’à travers les livres ou pour le soumettre à leurs hypothèses de travail, quand ce n’est à l’absolutisme de principes dans lequel ils s’enferment ? Daignez donc, Messieurs Dames, reconnaître que les Kamel Daoud peuvent remettre en question votre savoir universitaire. Daignez avouer votre désarroi devant une nouvelle catégorie d’intellectuels arabes qui sort du paradigme de la défense radicale de l’islam tout autant que de son rejet excessif, et qui s’estime capable de penser par elle-même. »

A contrario, l'hebdomadaire Politis publie un article d'Olivier Doubre intitulé « Peut-on critiquer Kamel Daoud ? », déplorant « une presse à sens unique », et affirmant que dix-neuf intellectuels ont fait « l’objet d’attaques violentes » après avoir répondu à Kamel Daoud. La tribune de Kamel Daoud est également critiquée par Rokhaya Diallo.

### Concernant la politique et l'histoire de l'Algérie
Il se montre critique à l'égard du Hirak algérien dans un article de janvier 2020, « Où en est le rêve algérien ? », qui suscite une polémique en Algérie. Ainsi, pour le journaliste Adlene Mohammedi, « Kamel Daoud a émergé comme l’écrivain algérien incontournable, le chouchou des médias français et des événements littéraires. Ce niveau de respectabilité atteint par le romancier s’explique en partie par son talent, mais aussi par un discret positionnement politique ». Il lui reproche ainsi de se faire le « chantre de l’ordre établi », tant en France qu'en Algérie. Il critique à nouveau le Hirak à la veille des élections législatives de juin 2021 et fustige les appels au boycott en déclarant que « manifester c’est bien, mais manifester pour moi n’est pas un programme politique », rajoutant que le Hirak est un « mouvement qui a trop duré sans réflexion sur l’avenir ».
En 2024, les éditions Gallimard sont interdites au Salon international du livre d'Alger, en raison de la présence sur les stands du salon du roman de Kamel Daoud, Houris, roman couronné par le premier prix Goncourt décerné à un écrivain algérien et publié en août de la même année.

## Publications

### Romans
- La Fable du nain, Oran, Dar El Gharb, 2003[62]
- Ô Pharaon, Oran, Dar El Gharb, 2005
- Meursault, contre-enquête, Paris, Gallimard, coll. « Folio », 2023 (ISBN 9782073007285, présentation en ligne) (1re éd. Barzakh, 2013 et Actes Sud, 2014) Inspiré du roman L'Étranger d'Albert Camus[22].

Prix François-Mauriac de la région Aquitaine 2014
Prix des cinq continents de la francophonie 2014
Finaliste du prix Goncourt 2014
Prix Goncourt du premier roman 2015
Liste Goncourt : le choix de l'Orient 2014, le choix roumain 2014, le choix serbe 2015
- Zabor ou Les psaumes, Éditions Barzakh et Actes Sud, 2017 (ISBN 9782130641209, présentation en ligne)[64]

Prix Méditerranée 2018
- Houris, Paris, Gallimard, coll. « Blanche », 2024 (ISBN 9782072999994, présentation en ligne)

Prix Landerneau des lecteurs 2024
Prix Goncourt 2024

### Nouvelles
- La Préface du nègre, recueil de nouvelles publié sous divers titres avec des contenus variés :
  - La Préface du nègre, Alger, Éditions Barzakh, 2008

Réunit : « L’Ami d’Athènes », « Gibrîl au Kérosène », « La Préface du nègre » et « L’Arabe et le vaste pays de Ô »
Prix Mohammed Dib 2008
- - Le Minotaure 504, Paris, Sabine Wespieser, 2011

Réunit : « Le Minotaure 504 », « L’Ami d’Athènes », « Gibrîl au Kérosène » et « La Préface du nègre »
- - La Préface du nègre, Le Minotaure 504, et autres nouvelles[65], Arles, Actes Sud, coll. « Babel », 2015

Réunit : « L’Ami d’Athènes », « Gibrîl au Kérosène », « La Préface du nègre », « Le Minotaure 504 » et « L’Arabe et le vaste pays de Ô »

### Chroniques
- Raïna raïkoum, Oran, Dar El Gharb, 2002 (chroniques publiées dans Le Quotidien d'Oran)[62]
- Mes indépendances – Chroniques 2010-2016, Éditions Barzakh et Actes Sud, 2017 (ISBN 978-2-330-07282-7, présentation en ligne)
- Avant qu'il ne soit trop tard – Chroniques 2015-2025, Presses de la Cité, 2025 (ISBN 9782258210271, présentation en ligne)

### Essais
- Le Peintre dévorant la femme, Paris, Stock, coll. « Ma nuit au musée », 2018 (ISBN 9782234083738, présentation en ligne) : rééd. Actes Sud, coll. « Babel », 2020

Prix de la Revue des Deux Mondes 2019
- Il faut parfois trahir, Paris, Gallimard, coll. « Tracts », 2025 (ISBN 9782073124654, présentation en ligne)

### Livre d'art
- Son œil dans ma main : Algérie 1961-2019, photographies de Raymond Depardon, textes de Kamel Daoud, Éditions Barzakh et Images Plurielles, 2022  (ISBN 978-2-919436-51-4)

### Autres contributions
- BibliOdyssées. 50 histoires de livres sauvés (avec des textes de Kamel Daoud et Raphaël Jerusalmy), Paris, Actes Sud/Musée de l'Imprimerie et de la Communication graphique, 2019
- Jean-Baptiste Brenet, Robinson de Guadix (préface de Kamel Daoud), Lagrasse, Verdier, 2020 Une adaptation de l'épître d'Ibn Tufayl, Vivant fils d'Éveillé.
- Collectif, Israël, 7 octobre 2023. Un pogrom au XXIe siècle (postface de Kamel Daoud), Paris, Flammarion/Le Point, 2024
- Farid Alilat, Un crime d'État (préface de Kamel Daoud), Paris, Plon, 2025 Sur l'assassinat de Krim Belkacem.
- Raymond Depardon, Désert (photographies), textes de Raymond Depardon et de Kamel Daoud, Paris, Éditions Fondation Cartier pour l'art contemporain, 2025  (ISBN 978-2-86925-189-2)

### Articles (sélection)
- « Que faire de l'ex-colonisateur ? »[66], Middle East Eye, 13 février 2020
- « Cher Arnon, nous autres au Sud regardons à l’Europe comme des voyeurs dans un club échangiste »[67] , Voxeurop, 3 juin 2023
- « Jules Verne, l'Algérie et moi »[68], Vanity Fair, 30 août 2023
- « Lettre à un étudiant anonyme »[69], 20 novembre 2024 : un retour sur le mouvement étudiant propalestinien en 2024 à l'Institut d'études politiques de Paris

### Entretien radiophonique
- « Kamel Daoud : un exil forcé en France, mais libérateur », entretien avec Aurélie Lévy, série « EcrireAvecSciencesPo », Actualitté, 6 février 2024.